# Villa del Generale
La villa del Generale è una storica residenza di Saint-Denis alla Riunione nell'oltremare francese.
L'edificio è classificato monumento storico dal 5 luglio 1993.

## Storia
La costruzione risale alla fine degli anni 1840 o al principio degli anni 1850.
Appartiene alla Regione della Riunione dal 1999.

## Descrizione
La facciata prospiciente la strada è stata oggetto di una maggiore cura ornamentale rispetto alle altre facciate. La copertura, apparentemente a padiglione, è in realtà anche concava verso l'interno, da dove l'acqua viene raccolta e fatta defluire tramite grondaie interne alla struttura. L'attuale recinzione in ferro battuto, le colonne del pianterreno sostenenti un balcone al primo piano con balaustre art déco e il frontone decorato con un doppio fregio di mantovane risalgono invece a lavori compiuti all'inizio del XX secolo.